# یاکوبو محمد (بازیکن فوتبال، زاده ۱۹۹۰)
یاکوبو محمد (انگلیسی: Yakubu Mohammed؛ زادهٔ ۲۶ ژوئیهٔ ۱۹۹۰) بازیکن فوتبال اهل غنا است.
وی همچنین در تیم ملی فوتبال غنا بازی کرده است.